# Orophaca aretioides
Orophaca aretioides är en ärtväxtart som först beskrevs av Marcus Eugene Jones, och fick sitt nu gällande namn av Per Axel Rydberg. Orophaca aretioides ingår i släktet Orophaca och familjen ärtväxter. Inga underarter finns listade i Catalogue of Life.